# Bernabé Ferreyra
Bernabé Ferreyra (Rufino, 12 de fevereiro de 1909 — Buenos Aires, 22 de maio de 1972) foi um futebolista argentino que atuava como atacante.

## Carreira
Ferreyra é um dos maiores ídolos do River Plate. Foi um dos prolíficos artilheiros de seu tempo, tendo média de gol superior a um por partida. Seu primeiro clube na Primera División foi o Tigre, onde já era chamado de La Fiera, tendo debutado marcando quatro vezes e chegando a marcar três em oito minutos contra o San Lorenzo.
O Huracán e o Vélez Sarsfield chegaram a pedir-lhe emprestado para pequenas turnês, até o River desembolsar 50 mil pesos ao Tigre, além de ofercer a Ferreyra regalias como um carro e de permitir que ficasse em sua Rufino natal das terças às quintas. O clube chegaria posteriormente ainda a mandar um avião buscá-lo, mas era recompensado com seus muitos gols: Ferreyra estreou marcando duas vezes e seguiria fazendo gols nas doze rodadas seguintes. Foi o artilheiro do primeiro título profissional do River, em 1932, com quase o dobro de gols do vice-artilheiro do certame (Francisco Varallo).
Ganhou outros dois campeonatos argentinos pelo River, aposentando-se em 1939 pelas devidas lesões nas pernas, tão atacadas pelos adversários. Saiu como o maior artilheiro millonario, só tendo sido superado por Ángel Labruna e Oscar Más. Ferreyra ainda inspirou crônicas, poemas e canções em sua época. Ele pouco atuou pela Seleção Argentina pelo fato de que ela continuou a ficar restrita apenas a atletas amadores por um tempo na década de 1930 - apenas eles foram chamados para a Copa do Mundo de 1934.

## Títulos
River Plate
- Campeonato Argentino: 1932, 1936 (Copa Campeonato), 1936 (Copa de Oro), 1937
- Copa de Competencia: 1932
- Copa Dr. Carlos Ibarguren: 1937
- Copa Aldao: 1936, 1937

Argentina
- Copa América: 1937

### Artilharias
- Campeonato Argentino de 1932 (43 gols)